# Apamea caerulescens
Apamea caerulescens là một loài bướm đêm trong họ Noctuidae.